# Юган Янссон
Юган Янссон (швед. Johan Jansson, 18 липня 1892 — 10 жовтня 1943) — шведський стрибун у воду.
Медаліст Олімпійських Ігор 1912, 1920, 1924 років.